# Salmó keta
El salmó keta (Oncorhynchus keta) és una espècie de peix de la família dels salmònids i de l'ordre dels salmoniformes.

## Morfologia
- Els mascles poden assolir 100 cm de longitud total[3] i 15,9 kg de pes.[4]
- Nombre de vèrtebres: 59-71.[5]

## Alimentació
Menja copèpodes, tunicats, eufausiacis, calamars i peixets. Els individus adults deixen d'alimentar-se quan són a l'aigua dolça.

## Depredadors
És depredat per Anotopterus pharao, Cottus aleuticus, Cottus asper, Tribolodon hakonensis, Platichthys stellatus, Oncorhynchus clarki, Oncorhynchus kisutch, Oncorhynchus mykiss, Salvelinus malma malma, Larus crassirostris i Larus schistisagus.

## Hàbitat
Viu en zones d'aigües dolces, salobres i marines temperades (67°N-24°N, 130°E-110°W) fins a una fondària de 250 m.

## Distribució geogràfica
Es troba a Corea, el Japó, el Mar d'Okhotsk, el Mar de Bering i des d'Alaska fins a San Diego (Califòrnia, Estats Units). Ha estat introduït a l'Iran

## Longevitat
Pot arribar a viure 7 anys.

## Interès gastronòmic
Es comercialitza enllaunat, fresc, en salaó, fumat i congelat, i es consumeix al vapor, fregit, rostit, bullit, al microones i al forn. El seu caviar també és apreciat.